# Districte de Zurzach
El districte de Zurzach és un districte de Suïssa, al cantó d'Argòvia. El cap del districte és Bad Zurzach, té 23 municipis, una superfície de 129.99 km² i 35.041 habitants (cens de 2020).

## Municipis
| Escut          | Municipi       | Habitants (31.12.2004) | Superfície en km² |
| -------------- | -------------- | ---------------------- | ----------------- |
| Zurzach        | Bad Zurzach    | 4045                   | 6.52              |
| Baldingen      | Baldingen      | 262                    | 2.82              |
| Böbikon        | Böbikon        | 186                    | 2.60              |
| Böttstein      | Böttstein      | 3702                   | 7.43              |
| Döttingen      | Döttingen      | 3382                   | 6.92              |
| Endingen       | Endingen       | 1898                   | 8.46              |
| Fisibach       | Fisibach       | 384                    | 5.77              |
| Full-Reuenthal | Full-Reuenthal | 825                    | 4.82              |
| Kaiserstuhl    | Kaiserstuhl    | 411                    | 0.32              |
| Klingnau       | Klingnau       | 2922                   | 6.71              |
| Koblenz        | Koblenz        | 1589                   | 4.09              |
| Leibstadt      | Leibstadt      | 1292                   | 6.39              |
| Lengnau        | Lengnau        | 2415                   | 12.67             |
| Leuggern       | Leuggern       | 2138                   | 13.76             |
| Mellikon       | Mellikon       | 259                    | 2.70              |
| Rekingen       | Rekingen       | 956                    | 3.10              |
| Rietheim       | Rietheim       | 696                    | 3.92              |
| Rümikon        | Rümikon        | 221                    | 2.91              |
| Schneisingen   | Schneisingen   | 1214                   | 8.26              |
| Siglistorf     | Siglistorf     | 565                    | 5.51              |
| Tegerfelden    | Tegerfelden    | 1000                   | 7.11              |
| Unterendingen  | Unterendingen  | 374                    | 3.45              |
| Wislikofen     | Wislikofen     | 355                    | 3.75              |